# Esporófito
El esporofito es la fase diploide pluricelular propia de las plantas y de aquellas algas que comparten con ellas el tener alternancia de generaciones heterofásica. El esporófito produce por meiosis esporas haploides (meiosporas), de cuyo desarrollo derivan individuos haploides, llamados gametófitos. 

## Ciclo de vida
Un esporófito se desarrolla por proliferación celular (mitosis) a partir de un cigoto, formado por fecundación, es decir, la fusión de dos gametos o células sexuales haploides, originados en órganos especializados llamados gametangios que se desarrollan sobre los gametófitos.
Los briófitos (musgos, hepáticas y antoceros) tienen una fase de gametofito dominante de la que depende el esporofito adulto para su nutrición. El esporofito del embrión se desarrolla por división celular del cigoto dentro del órgano sexual femenino o arquegonio y, por lo tanto, en su desarrollo temprano se nutre del gametofito.  Debido a que esta característica del ciclo de vida que nutre a los embriones es común a todas las plantas terrestres, se las conoce colectivamente como embriofitas.

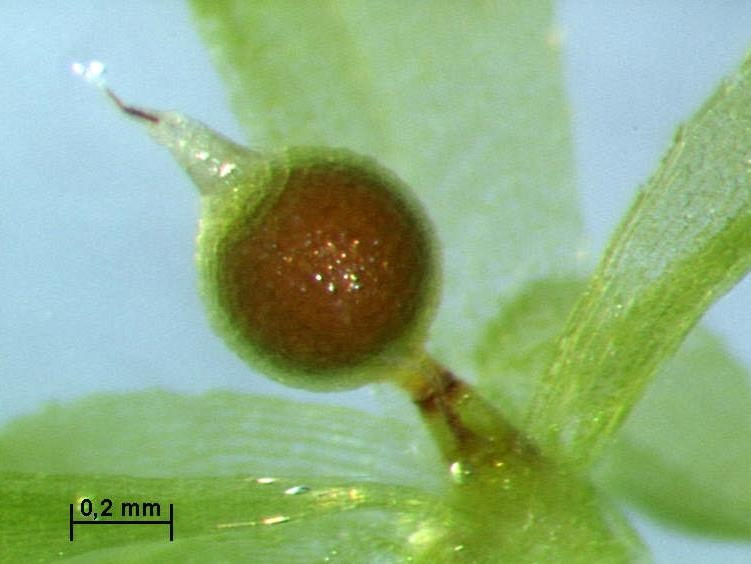
Esporofito cleistocarposo del musgo Physcomitrella patens.

La mayoría de las algas tienen generaciones de gametofitos dominantes, pero en algunas especies los gametofitos y los esporofitos son morfológicamente similares (isomorfos). Un esporofito independiente es la forma dominante en todos los musgos, colas de caballo, helechos, gimnospermas y angiospermas que han sobrevivido hasta nuestros días. Las primeras plantas terrestres tenían esporofitos que producían esporas idénticas (isosporosas u homosporosas), pero los ancestros de las gimnospermas desarrollaron ciclos de vida heterosporosos complejos en los que las esporas que producían gametofitos masculinos y femeninos eran de diferentes tamaños, las megasporas femeninas tienden a ser más grandes y menos numerosos que las microsporas masculinas.

## Historia evolutiva

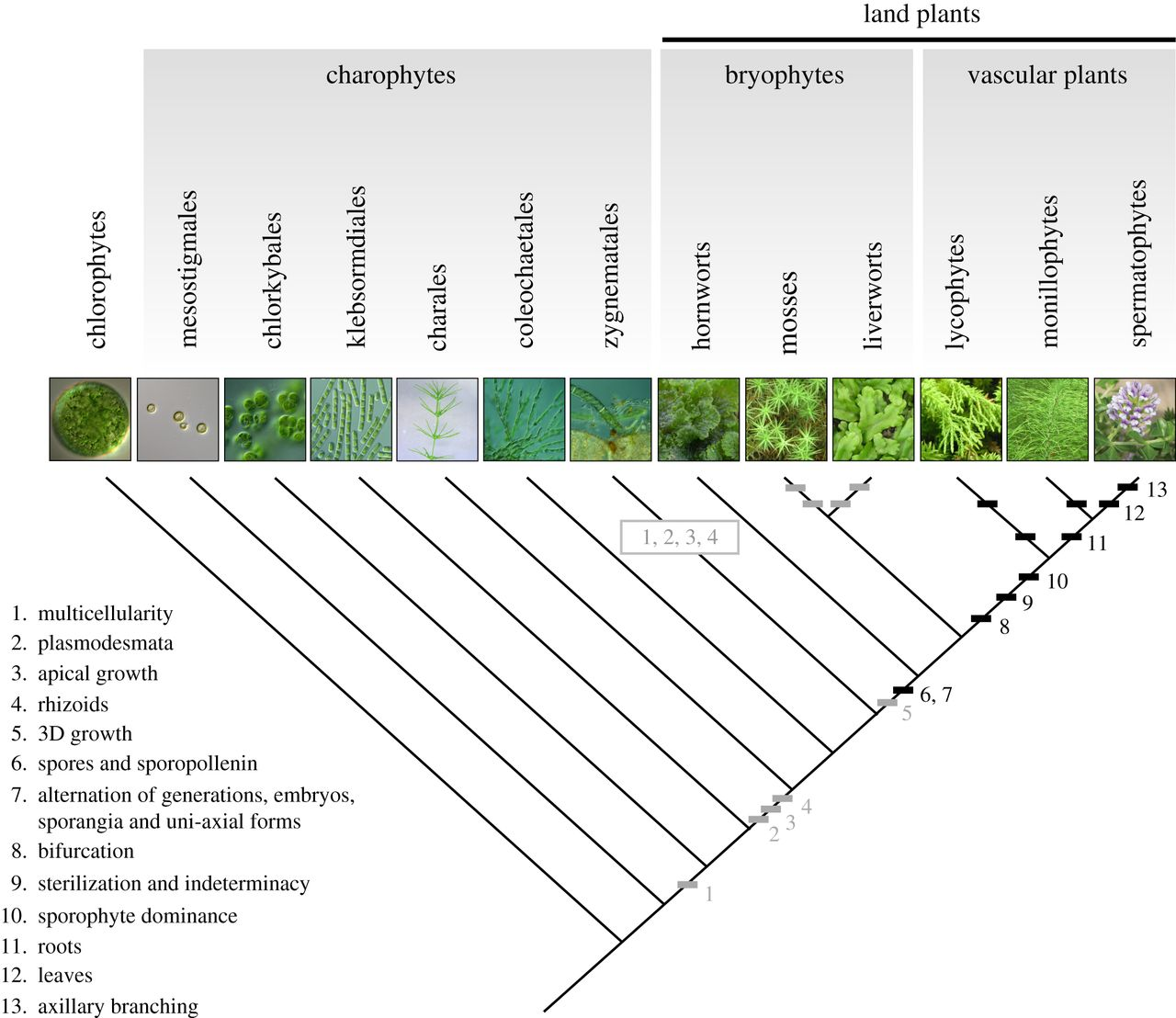
Evolución de las estructuras y partes de las plantas.

Durante el período Devónico varios grupos de plantas desarrollaron de forma independiente la heterosporía y posteriormente el hábito de la endosporía, en el que los gametofitos se desarrollan en forma miniaturizada dentro de la pared de la espora. En cambio, en las plantas exospóricas, incluidos los helechos modernos, los gametofitos rompen la pared de la espora al germinar y se desarrollan fuera de ella. Los megagametofitos de las plantas endospóricas, como los helechos de semilla, se desarrollaron dentro de los esporangios del esporofito parental, produciendo un gametofito femenino multicelular en miniatura con órganos sexuales femeninos o arquegonios.  Los ovocitos eran fecundados en los arquegonios por espermatozoides flagelados de natación libre producidos por gametofitos masculinos miniaturizados transportados por el viento en forma de prepolen. El cigoto resultante se desarrollaba en la siguiente generación de esporofitos mientras aún se conservaba dentro del preóvulo, la única meiospora o megaspora femenina de gran tamaño contenida en el esporangio o nucelo modificado del esporofito parental. La evolución de la heterosporia y la endosporia fue uno de los primeros pasos en la evolución de las semillas del tipo que producen las gimnospermas y las angiospermas en la actualidad. Los genes rRNA parecen escapar a la maquinaria de metilación global en las briofitas, a diferencia de las plantas con semilla.

### Importancia en la evolución de las plantas
El esporófito, gracias a su mejor capacidad demostrada evolutivamente para aumentar gradualmente de tamaño y complejidad, ha sido una innovación fundamental para el desarrollo y la evolución de las plantas terrestres. De hecho, a partir de las primeras plantas terrestres eurocariotas conocidas, es decir, las briofitas, el esporófito permite una fuerte dispersión aérea de las esporas y, por tanto, con un mayor potencial de variación genética. Éstas, producidas en gran cantidad, son muy resistentes a la desecación porque están impregnadas de esporopolenina, el material biológico más resistente a la descomposición que se conoce. Este proceso se ha ido perfeccionando sucesivamente en las gimnospermas y, sobre todo, en las angiospermas (espermatofitas), donde el flujo de genes por dispersión de esporas cuenta con un mecanismo adicional por dispersión de semillas, totalmente independiente de la presencia de agua. A partir de las briofitas, la evolución de las plantas terrestres ha procedido a través de una reducción progresiva de la extensión de la haplofase y un dominio creciente de la diplofase, considerada evolutivamente favorecida.  Una de las consecuencias genéticas más importantes de este estado con un doble conjunto de genes es la capacidad de enmascarar las mutaciones deletéreas mediante la interacción dominante-recesiva de los alelos, lo que permite la persistencia de un gran número de alelos en una población o especie.

## Ejemplos

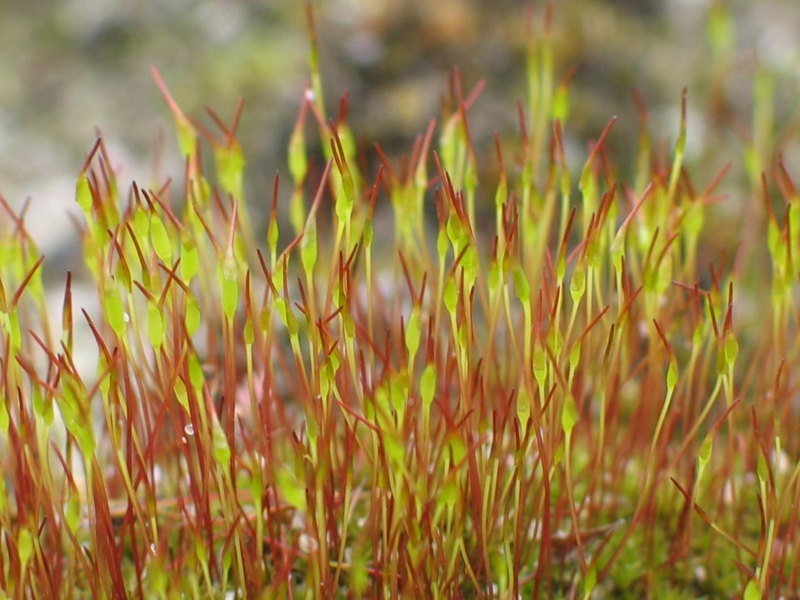
Esporófitos jóvenes del musgo común Tortula muralis. En los musgos, el gametofito es la generación dominante, mientras que los esporófitos consisten en tallos con esporangios que crecen desde las puntas de los gametofitos.

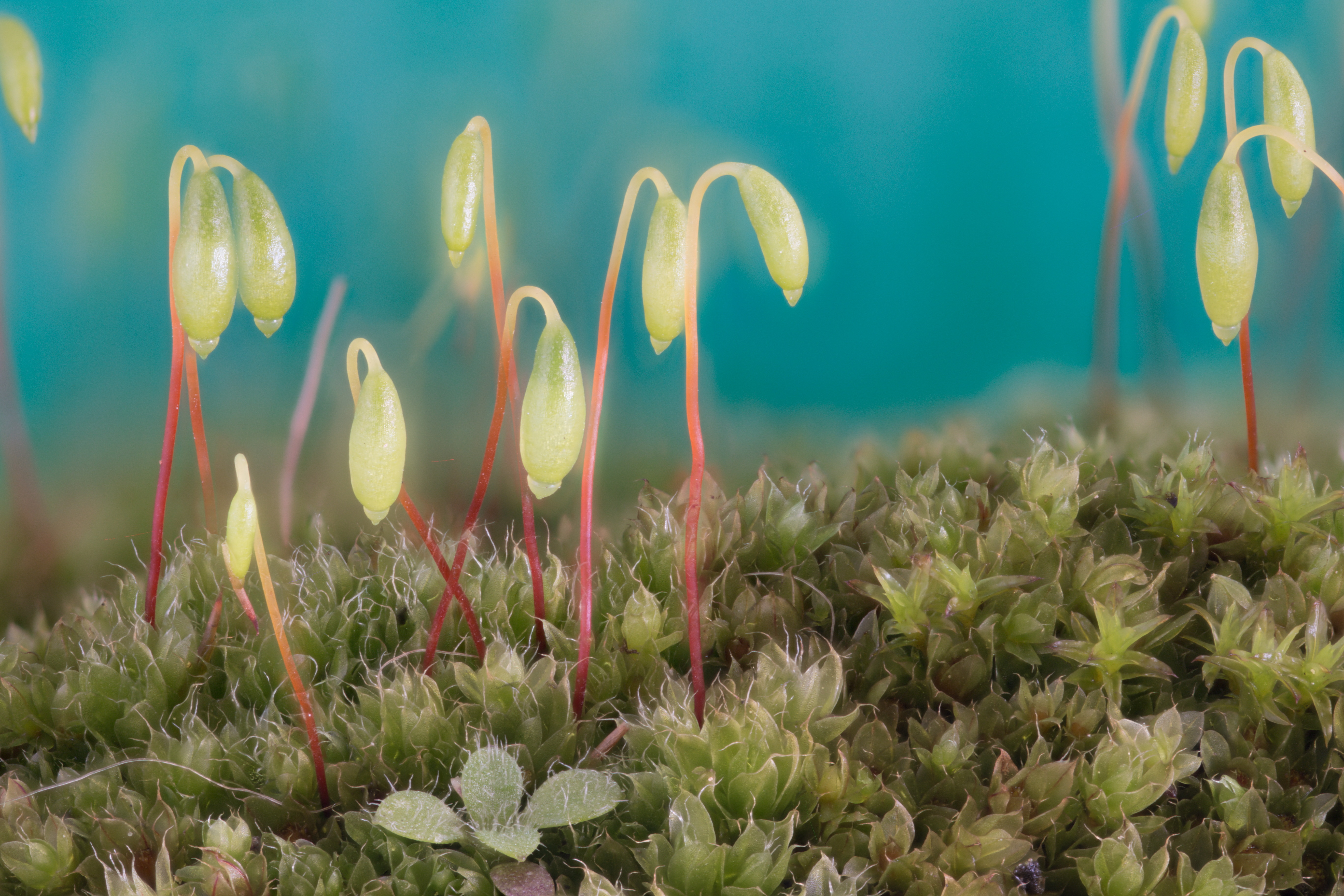
Esporófitos de musgo durante la primavera.

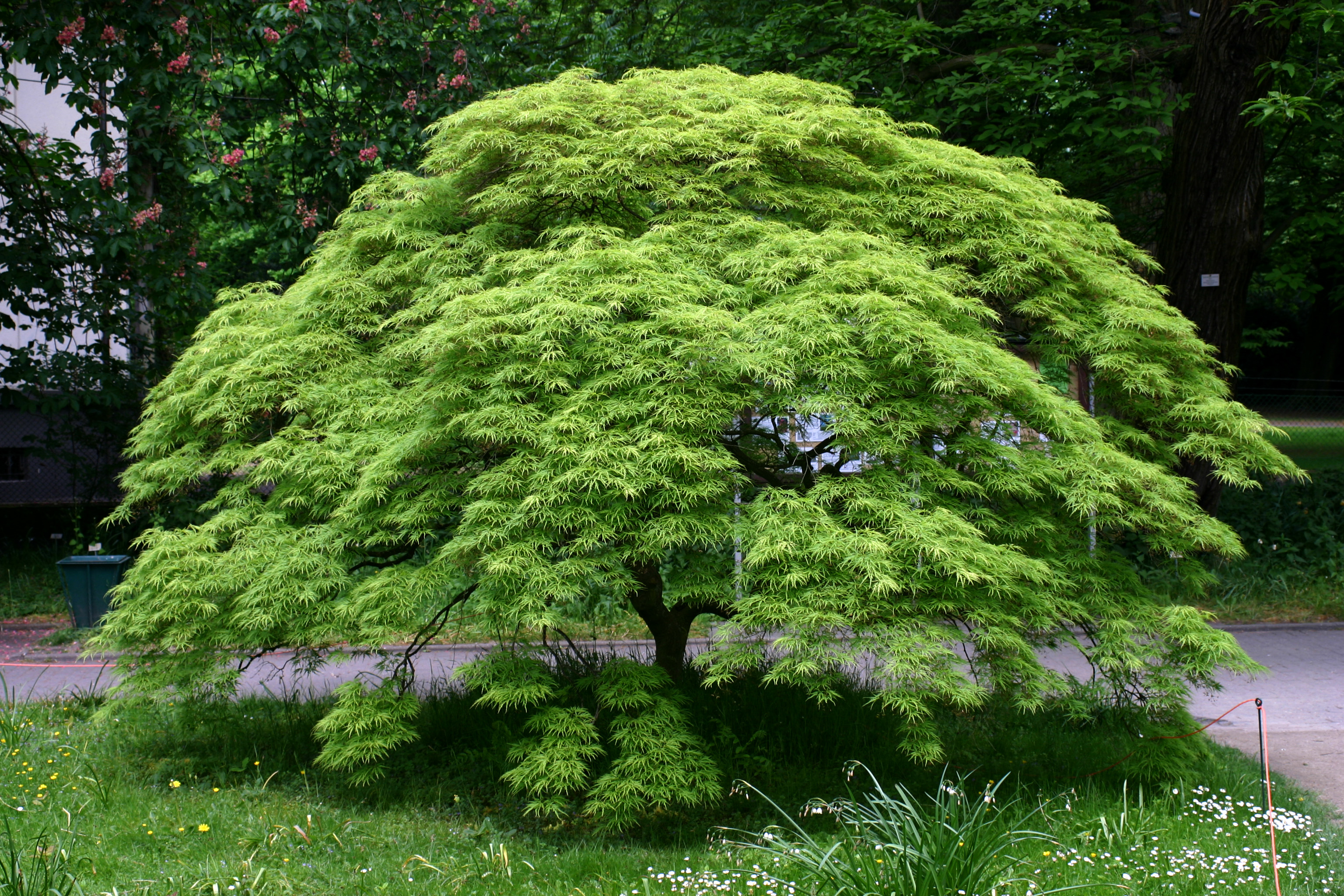
En las plantas con flores, el esporófito comprende todo el cuerpo multicelular excepto el polen y el saco embrionario.

Los briófitos (musgos, hepáticas y antocerotas) tienen una fase de gametofito dominante de la que depende el esporófito adulto para su nutrición. El embrión esporófito se desarrolla mediante la división celular del cigoto dentro del órgano sexual femenino o arquegonio y, por lo tanto, en su desarrollo temprano es nutrido por el gametofito.
Debido a que esta característica del ciclo de vida de crianza de embriones es común a todas las plantas terrestres, se las conoce colectivamente como embriofitas.
La mayoría de las algas tienen generaciones de gametofitos dominantes, pero en algunas especies los gametofitos y los esporófitos son morfológicamente similares (isomorfos). Un esporófito independiente es la forma dominante en todos los musgos de club, colas de caballo, helechos, gimnospermas y angiospermas que han sobrevivido hasta nuestros días. Las primeras plantas terrestres tenían esporófitos que producían esporas idénticas (isosporosas o homosporosas), pero los antepasados de las gimnospermas desarrollaron ciclos de vida heterosporosos complejos en los que las esporas que producían gametofitos masculinos y femeninos eran de diferentes tamaños, las megasporas femeninas tienden a ser más grandes y menos numerosas que las microsporas masculinas.